# (4447) Kirov
(4447) Kirov (1985 VE1) – planetoida z pasa głównego asteroid okrążająca Słońce w ciągu 4,83 lat w średniej odległości 2,85 j.a. Odkryta 7 listopada 1985 roku.